# Saint-Roch-sur-Égrenne
Saint-Roch-sur-Égrenne ist eine französische Gemeinde mit 150 Einwohnern (Stand: 1. Januar 2022) im Département Orne in der Region Normandie (vor 2016 Basse-Normandie). Sie gehört zum Arrondissement Alençon und ist Teil des Kantons Bagnoles-de-l’Orne Normandie (bis 2015 Passais). 

## Geographie
Saint-Roch-sur-Égrenne liegt etwa 60 Kilometer westnordwestlich von Alençon. Die Gemeinde gehört zum Regionalen Naturpark Normandie-Maine. Umgeben wird Saint-Roch-sur-Égrenne von den Nachbargemeinden Domfront en Poiraie im Norden und Osten, Saint-Mars-d’Égrenne im Süden, Saint-Cyr-du-Bailleul im Westen sowie Saint-Georges-de-Rouelley im Westen und Nordwesten.

## Bevölkerungsentwicklung
| Jahr                      | 1962 | 1968 | 1975 | 1982 | 1990 | 1999 | 2006 | 2011 | 2016 | 2020 |
| Einwohner                 | 370  | 380  | 327  | 294  | 228  | 200  | 202  | 198  | 179  | 166  |
| Quelle: Cassini und INSEE |      |      |      |      |      |      |      |      |      |      |

## Sehenswürdigkeiten
- Kirche
- Herrenhaus von Loraille, Monument historique seit 1975

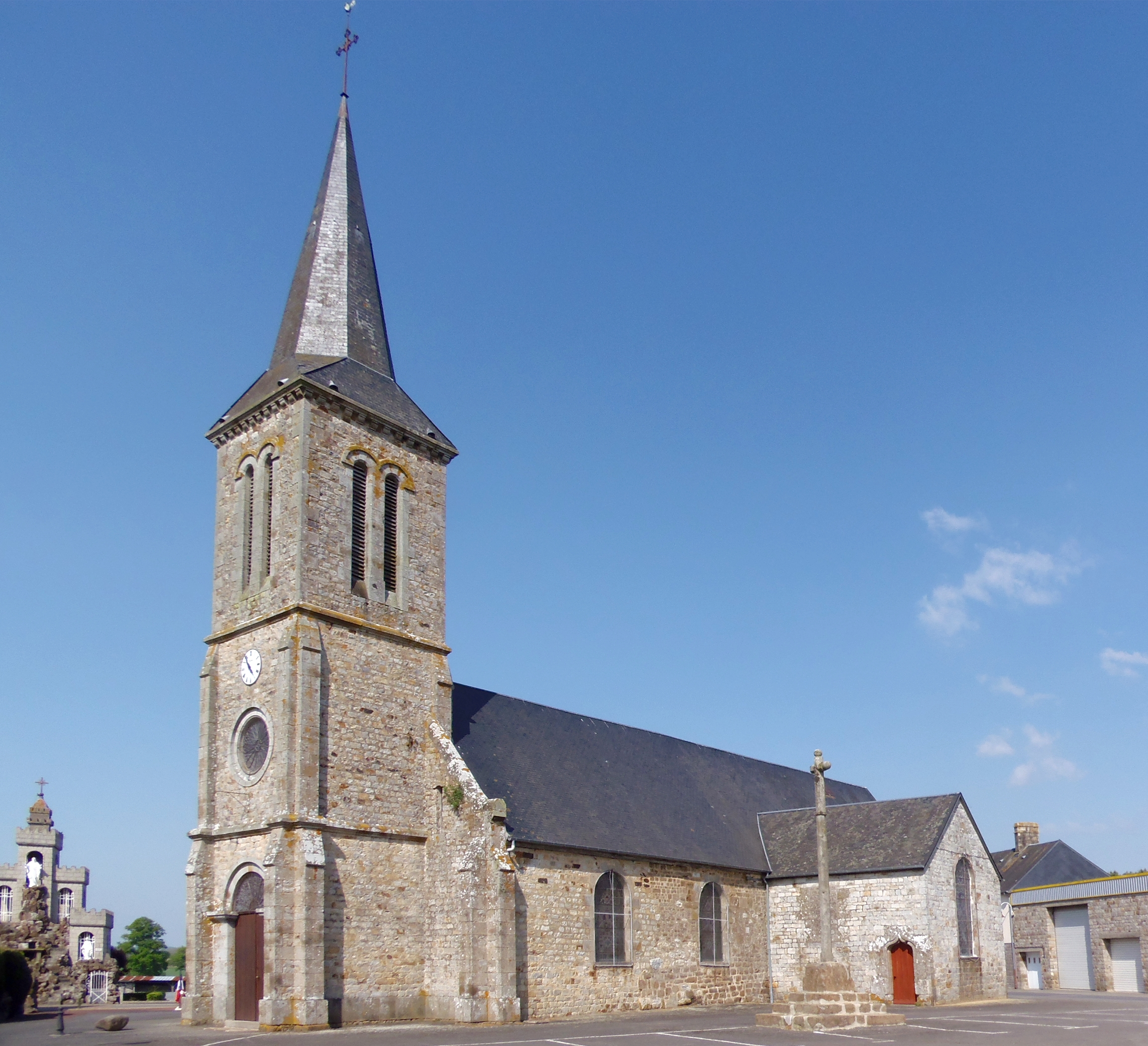
Kirche
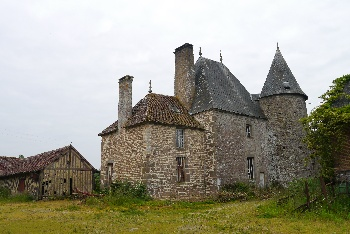
Herrenhaus Loraille